# Кребио (Леко)
Кребио је насеље у Италији у округу Леко, региону Ломбардија.
Према процени из 2011. у насељу је живело 517 становника. Насеље се налази на надморској висини од 361 м.